# John Bergstrom
John Bergstrom (* 3. března 1973) je americký hudební kritik a novinář.

## Kariéra
Je známý především svými články a recenzemi na mezinárodním webzinu PopMatters a přispívá také do Trouser Press. Psal také pro alternativní týdeník Shepherd Express.

## Osobní život
Žije v Madisonu ve Wisconsinu v USA se svou ženou a dvěma dětmi.